# Фату-Хуку
Фату-Хуку (фр. Fatu Huku) — небольшой скалистый остров в архипелаге Маркизские острова.

## География

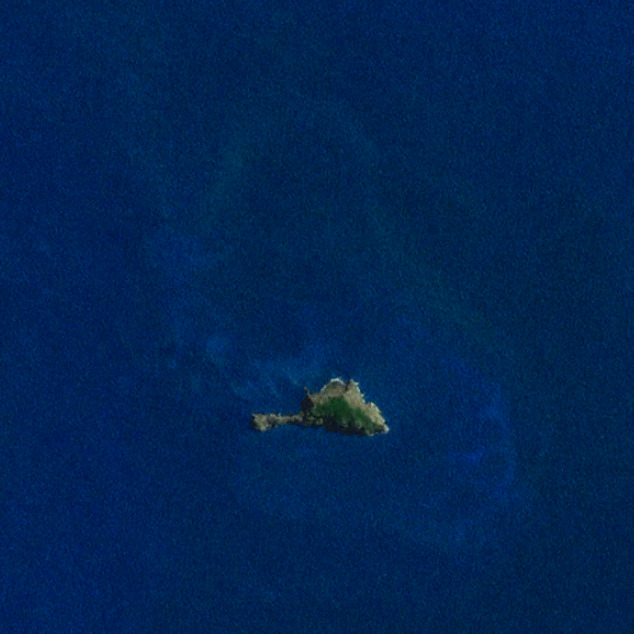
Остров Фату-Хуку

Наивысшая точка острова — 361 метр. Площадь — 1,30 км².

## История
В одной из легенд Маркизских островов рассказывается о том, что в далёком прошлом остров был покрыт густой растительностью, здесь были плодородные почвы. Однако божество Тана-Оа, покровитель рыболовов, перевернул остров вверх дном. Вероятно, в прошлом остров регулярно посещали полинезийцы. Европейцами остров был открыт в 1774 году, когда мимо Фату-Хуку проплывал английский мореплаватель Джеймс Кук.

## Административное деление
Административно входит в состав коммуны Хива-Оа.

## Население
Остров Фату-Хуку необитаем (2007).